# Burlington (Oklahoma)
Burlington é uma cidade  localizada no estado norte-americano de Oklahoma, no Condado de Alfalfa.

## Demografia
Segundo o censo norte-americano de 2000, a sua população era de 156 habitantes. 
Em 2006, foi estimada uma população de 145, um decréscimo de 11 (-7.1%).

## Geografia
De acordo com o United States Census Bureau tem uma área de 
0,7 km², dos quais 0,7 km² cobertos por terra e 0,0 km² cobertos por água.

## Localidades na vizinhança
O diagrama seguinte representa as localidades num raio de 20 km ao redor de Burlington. 